# Liste der Biografien/Wez
Liste der Biografien |
Portal Biografien |
Personensuche
# |
A |
B |
C |
D |
E |
F |
G |
H |
I |
J |
K |
L |
M |
N |
O |
P |
Q |
R |
S |
T |
U |
V |
W |
X |
Y |
Z |
?
 
Wa |
Wc |
Wd |
We |
Wh |
Wi |
Wj |
Wl |
Wn |
Wo |
Wr |
Ws |
Wt |
Wu |
Ww |
Wy |
Wz
 
Wea |
Web |
Wec |
Wed |
Wee |
Wef |
Weg |
Weh |
Wei |
Wej |
Wek |
Wel |
Wem |
Wen |
Weo |
Wep |
Wer |
Wes |
Wet |
Weu |
Wev |
Wew |
Wex |
Wey |
Wez
Die Liste der Biografien führt alle Personen auf, die in der deutschsprachigen Wikipedia einen Artikel haben. Dieses ist eine Teilliste mit 12 Einträgen von Personen, deren Namen mit den Buchstaben „Wez“ beginnt.

## Wez
- Wez, Johann Fidelis (1741–1820), deutscher Maler

### Weze
- Wezel, Bischof von Olmütz
- Wezel, Emil (1905–1984), deutscher Pädagoge
- Wezel, Heike (* 1968), deutsche Skilangläuferin
- Wezel, Johann Karl (1747–1819), deutscher Dichter, Schriftsteller, Übersetzer und Pädagoge der Sturm-und-Drang-ZeitJohann Karl Wezel (1747–1819)

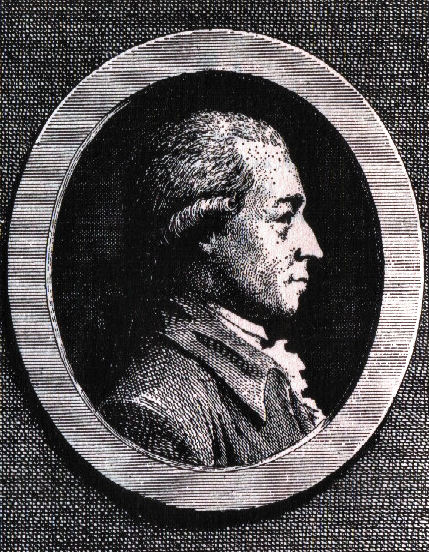
Johann Karl Wezel (1747–1819)

- Wezel, Melchior (1903–1989), Schweizer Turner
- Wezel, Volker (* 1965), deutscher Fußballschiedsrichter

### Wezi
- Wezilo († 1088), Erzbischof von Mainz

### Wezl
- Wezler, Albrecht (1938–2023), deutscher Indologe
- Wezler, Karl (1900–1987), deutscher Physiologe und Hochschullehrer

### Wezo
- Wezorke, Barbara (* 1993), deutsche Volleyballspielerin
- Wezorke, Helge (* 1994), deutscher Basketballspieler